# Purí
Purí (Telikong, Paqui) pleme ili skupina plemena američkih Indijanaca porodice Puri-Coroado, s rijeka Itabapoana i srednji tok rijeke Paraíba do Sul. Podijeljeni na tri manja plemena Sabonan, Uambori i Xamixuma.

## Vanjske poveznice
- Um pouco de História  Arhivirana inačica izvorne stranice od 29. rujna 2009. (Wayback Machine)